# Need-to-know-Prinzip
Das Need-to-know-Prinzip (Kenntnis nur, wenn nötig), das auch Erforderlichkeitsprinzip genannt wird, beschreibt ein Sicherheitsziel für geheime Informationen. Auch wenn eine Person grundsätzlich Zugriff auf Daten oder Informationen dieser Sicherheitsebene hat, verbietet das Need-to-know-Prinzip den Zugriff, wenn die Informationen nicht unmittelbar für die Erfüllung einer konkreten Aufgabe von dieser Person benötigt werden. Das Prinzip ist unter anderem eines der grundlegenden Konzepte für die interne Arbeitsweise von Geheimdiensten.
In der Informationstechnik findet das Need-to-know-Prinzip im Discretionary-Access-Control-Modell Anwendung. Das Mandatory-Access-Control-Modell hingegen verwendet für die Zugriffskontrolle zusätzlich generelle Gruppen-Freigaben.